# Vanessa Amorosi

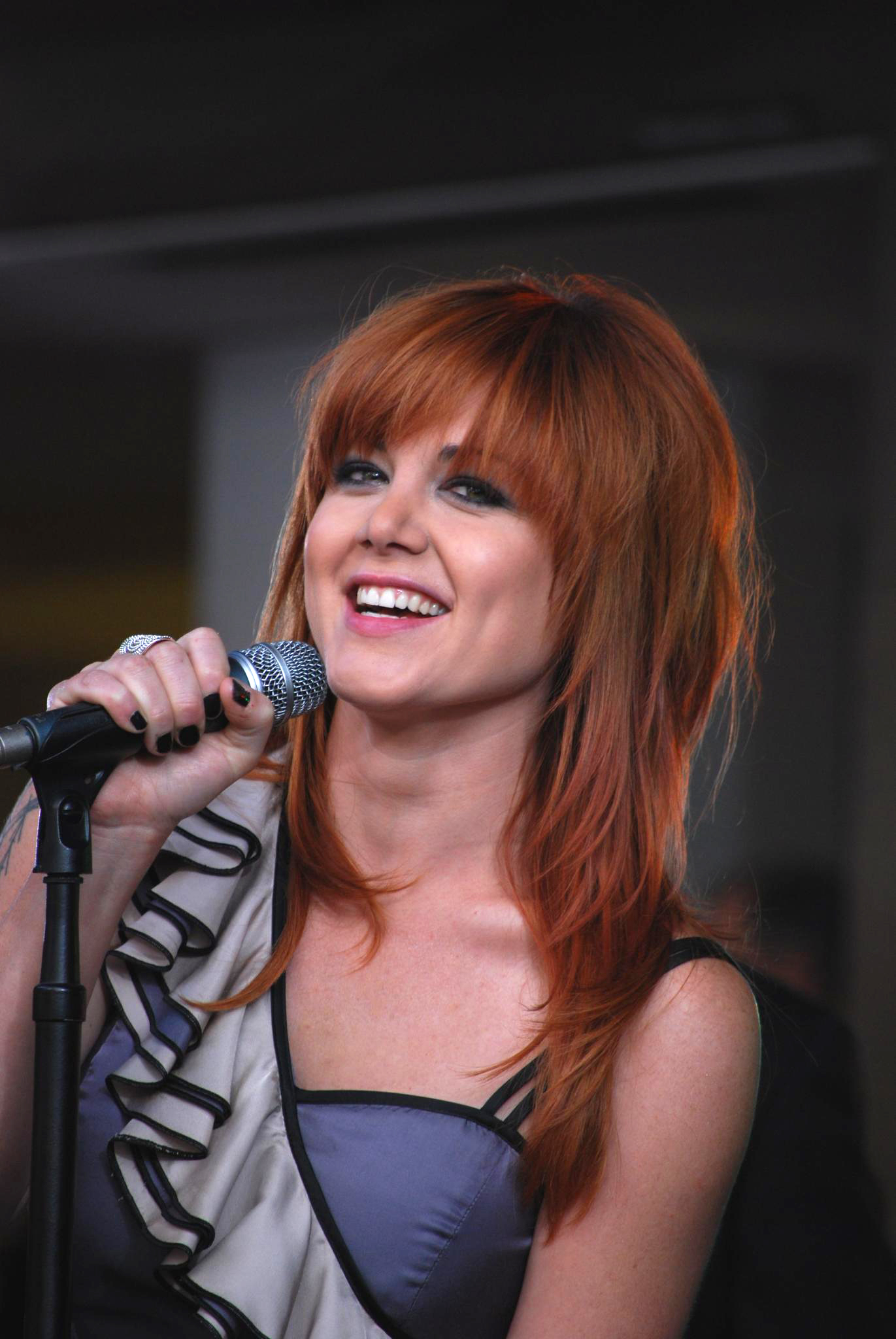
Vanessa Amorosi (říjen 2009)

Vanessa Joy Amorosi (* 8. srpna 1981 Melbourne, Austrálie) je australská zpěvačka. 3. dubna 2000 vydala album The Power se svým největším hitem Absolutely Everybody. Mj. účinkovala během slavnostního zahájení i ukončení Letních olympijských her 2000 v australském Sydney. Její skladba „This Is Who I Am“ byla v roce 2010 nejprodávanější nahrávkou podle ARIA Charts. Nahrála vokály pro skladbu skupiny Hoobastank „The Letter“.

## Diskografie
Studiová alba
- The Power (2000)
- Change (2002)
- Somewhere in the Real World (2008)
- Hazardous (2009)

Kompilace
- Turn to Me (2001)
- The Best of Vanessa Amorosi (2005)